# Epitelio di transizione

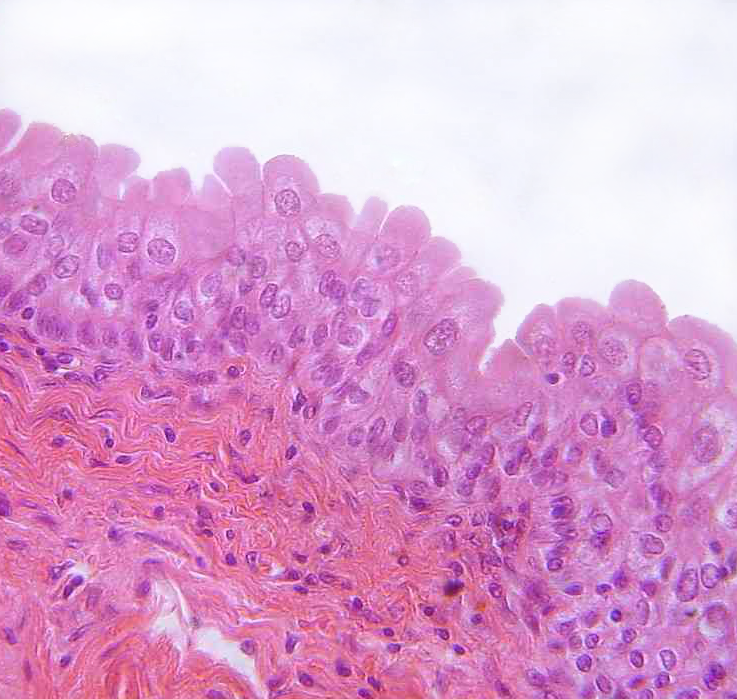
Tessuto epiteliale di transizione colorato con ematossilina-eosina

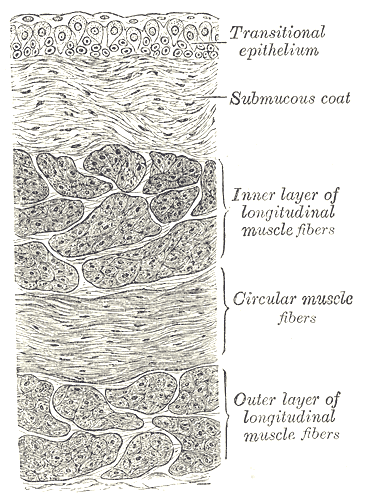
Schema della parete della vescica: si nota l'epitelio di transizione a ridosso del lume

L'epitelio di transizione (detto anche epitelio urinario, urotelio o uroepitelio) è un tipo di tessuto epiteliale che costituisce il rivestimento interno della vescica e delle vie urinarie.
L'epitelio di transizione è estendibile e selettivamente permeabile, tale da impedire il riassorbimento dell'urina.
Esso è composto da 3 strati cellulari: (Partendo dallo strato interno e andando verso l'esterno)
-strato basale, composto da cellule cubiche/cilindriche, intimamente a contatto con la lamina basale. Queste quando l'epitelio si contrae si appiattiscono e creano uno strato congiunto con le sovrastanti cellule clavate.
-strato intermedio, formato da strati di cellule con forma clavata.
-strato superficiale, caratterizzato da cellule globose, spesso binucleate, molto grandi. La membrana che guarda verso il lume è di forma convessa (cellule ad ombrello). Queste hanno sulla superficie apicale dei microvilli, sulla basale delle nicchie mentre nella superficie laterale delle giunzioni.
Si trova all'interno della vescica ed all'occorrenza, dovendo questa struttura contenere volumi variabili di liquido, si può estendere facendo dilatare le cellule a clava e facendo appiattire quelle ad ombrello. Questo può succedere grazie al fatto che le cellule a ombrello presentano delle vescicole più o meno appiattite nell'area di citoplasma apicale che costituiscono una riserva di membrana pronte a fondersi con la membrana plasmatica, aumentandone così la superficie. Durante questo processo le cellule a ombrello mantengono comunque i propri collegamenti giunzionali occludenti, mentre le cellule degli strati più profondi scorrono le une sulle altre determinando una riduzione del numero degli strati e una diminuzione dello spessore dell'epitelio.
Questa conformazione permette all'epitelio della vescica di essere impermeabile, evitando che il liquido ipertonico contenuto in essa possa attirarne altro dai tessuti circostanti. La membrana plasmatica delle cellule superficiali è molto spessa e presenta delle placche, cioè aggregazione di proteine transmembrana chiamate uroplachine; ciò rende l'epitelio impermeabile all'urina, potenzialmente tossica per l'organismo.